# Siegel der Grafen von Veringen
Bei den Urkunden der Grafen von Veringen sind 15 verschiedene Siegel der Grafen von Veringen bekannt.
Alle diese Siegel führen gemeinsam das Wappenschild der Veringer, nämlich drei übereinanderliegende Hirschstangen im dreieckigen Feld. Die Spitzen der Geweihstangen sind heraldisch der linken Seite zugekehrt. Eine Ausnahme davon macht das Siegel Nr. 9 von Wolfrad (1297–1330). Hier liegen sie in entgegengesetzter Lage. Auch die Endenzahl der Stangen ist nicht einheitlich. Die meisten Siegel führen Stangen, von denen jede vier Enden zeigt. Das Siegel Nr. 2 von Graf Mangold aus dem Jahre 1220 haben im Wappen zwei Stangen mit fünf Enden und eine Stange mit vier Enden. Dem Grafen Heinrich sein erstes Wappen Nr. 4 (Altveringen) zieren zwei Hirschstangen mit vier Enden und eine mit fünf Enden. Eine weitere Abweichung im Veringer Wappen finden wir in den beiden Siegeln des Grafen Heinrich (1311–1366) Nr. 10 und 12. Hier zeigt die oberste Stange sechs Enden, die darunterliegende fünf und die unterste vier Enden. Die nachfolgend dargestellten Siegel sind Zeichnungen von Sebastian Locher.
| Nr. | Abbildung | Name                                                 | Inschrift                                                                                         | Erläuterungen |
| --- | --------- | ---------------------------------------------------- | ------------------------------------------------------------------------------------------------- | --- |
| 1   |           | Graf Wolfrad senior von Veringen 1216–1267.          | „SIGILLUM • COMITIS • WOLVRATI • DE • VERIGEN“                                                    | In einer Urkunde vom Jahre 1216 verwendet. |
| 2   |           | Graf Mangold von Nellenburg                          | „S • MANIGOLDI • COMITIS • DE • VERINGIN“                                                         | Das Siegel ist von Mangold dem späteren Grafen von Neuenburg, Stammvater der 3. Linie der Grafen von Nellenburg. Das Siegel erscheint im Jahre 1220 zum ersten Mal.                              |
| 3   |           | Wolfrad junior von 1252 bis 1268.                    | „S • COMITIS • WOLFRADI • DE • VERINGEN • JUNIORIS“                                               | Das Siegel erscheint erstmals im Jahre 1265. |
| 4   |           | Heinrich von Altveringen                             | „SIGILLUM • COMITIS • HEINRICI • DE • VERINGEN“                                                   | Es ist das Siegel Heinrichs von Altveringen 1267–1282, aus dem Jahre 1267. Er führte dieses Siegel nur bis zum Tode seines älteren Bruders Wolfrad junior im Jahre 1268.                         |
| 5   |           | Heinrich von Altveringen                             | „S • H • COMITIS • DE • VETERI • VERINGEN“                                                        | Das zweite Siegel von Heinrich von Altveringen, das er nach dem Tode seines Bruders führte. Es ist eine Abbildung von einer Urkunde aus dem Jahre 1270.                                          |
| 6   |           | Heinrich von Neuveringen 1269–1307.                  | „S • COMITIS • HAINRICI • DE • NOUO • VERINGEN“                                                   | Das Siegel stammt aus dem Jahre 1270. |
| 7   |           | Graf Mangold von Veringen Domherr in Chur 1264–1302. | „S • MANGOLD • COMITIS • DE • VERING • CAN • CUR.“                                                | Das Siegel wurde im Jahre 1286 benutzt. |
| 8   |           | 1269–1301.                                           | „S • WOLFERADI • CAN • CURIEN •“                                                                  | Das Siegel vom Bruder des Siegels Nr. 7. Stammt aus dem Jahre 1272. |
| 9   |           | Graf Wolfrad 1297–1330.                              | „S • WOLFRADI • COMITIS • DE • VERINGEN“                                                          | Das Siegel wurde im Jahre 1311 benützt. |
| 10  |           | Graf Heinrich 1311–1366                              | „S • HAINRICI • COMITI • DE • VERING • RECTOR • ECCLA • IBIDEM“                                   | Rektor, Kirchherr der Veringer Kirche. 1316. Sein Grabmal, gestorben 1366, mit einer heute noch erhaltenen Grabplatte ist in Hettingen. Siehe unten die Abbildung.                               |
| 11  |           | Graf Wolfrad 1297–1330.                              | „S • COMITIS • WOLFRANOMI • DE • VERINGEN •“                                                      | Das Siegel stammt aus dem Jahre 1324. |
| 12  |           |                                                      | „S • COMITIS • HAINRICI • DE • VERINGEN“                                                          | Es ist das spätere Siegel von Nr. 10 des Grafen Heinrich 1311–1366. Den Siegelwechsel hat er vorgenommen, da sein Sohn Friedrich Kirchherr von Veringen wurde. Das Siegel stammt vom Jahre 1353. |
| 13  |           | Graf Friedrich von Veringen                          | „S • F • COMIT • DE • V • RECTOR • ECCLIE • I • V •“                                              | Graf Friedrich von Veringen, Kirchherr in Veringen 1357–1385. Das Siegel ist auf einer Urkunde aus dem Jahre 1357.                                                                               |
| 14  |           | Graf Wölflin von Veringen                            | „S • COMITIS • WOLFRADI • DE • V • IGE •“                                                         | Graf Wölflin von Veringen erwähnt: 1357–1415. Das Siegel stammt aus dem Jahre 1360. |
| 15  |           | Graf Wölflin von Veringen                            | „S • COMITIS • WOELFLIN • DE • VERINGE •“                                                         | Graf Wölflin von Veringen aus dem Jahre 1391. Das Siegel Nr. 14 zeigt, dass Wölflin den Namen von Veringen sich erst später beigelegt hat.                                                       |
|     |           | Graf Heinrich von Veringen                           | „ANO • DOMINI • MCCCLI • OBIIT • COMES • HAINRICUS • DE • VERINGEN • VIII • KALENDAS • APRILIS •“ | Grabplatte von Graf Heinrich von Veringen in der Kirche zu Hettingen |
|     |           | Eberhard von Nellenburg                              | „ANNO • DOM • MCCCLXXI • EBERHARDUS • COMES • DE • NELLENBURC • VI?D•MARCII•?NDIC•“               | |